# Askia Mohammed V Gao
 (août 2014).
Si vous disposez d'ouvrages ou d'articles de référence ou si vous connaissez des sites web de qualité traitant du thème abordé ici, merci de compléter l'article en donnant les références utiles à sa vérifiabilité et en les liant à la section « Notes et références ».
De son surnom Wayki fils de l'Askia Daoud, Askia Mohamed V Gao, prit brièvement le commandement de l'armée sonrai de résistance à la suite de la défaite de Tondibi de 1591. Soutenue par la dépouille d'une armée en débandade, ils descendirent vers le Dendi où s'étaient réfugiés les descendants de Sonni Ali Ber (précisément dans la région de l'Anzourou dans le Nord de Tillabéri au Niger-signifiant « vous avez fui »). D'ores et déjà, les Si (descendants de Sonni Ali Ber) de l'Anzourou s'étaient presque assimilés avec leurs cousins zarmas, descendants de Malibéro qui a fui le Dirma au Macina à la suite de l'assassinat d'un Peul par un de ses frères.
Ainsi, l'Askia Wayki (Mohamed V Gao) installa sa base en bordure du fleuve Niger dans l'actuelle localité de Sikié (Askia), espérant en vain attendre un éventuel passage de la puissante flotte de guerre. Sénil, fatigué d'attendre et déçu, mourut vers 1632 sans pouvoir regrouper ses hommes et rétablir Gao tombé sous le commandement de Djouder.

## Biographie
Son fils Fari Monzon (Fari Mondyo, Inspecteur de la collecte des impôts du temps de l'Askya Ishaak) lui succéda et tenta en 1661 de regrouper les Sonrai, frères ennemis (descendants de Si et Mamar haama*) afin de reprendre Gao. C'est ainsi qu'un grand rassemblement eut lieu à Sansanné Haoussa (Tillabéri) entre ces familles soutenues par les Zarmas et des Touaregs de l'Imanan et de l'Azawad. Reconnaissant la force des envahisseurs marocains, ils résolurent d'abandonner la lutte de rétablissement de l'entité impériale qui s'éclata en plusieurs principautés.
C'est ainsi que Tabari, fils de Fari Monzon (un borgne), prit le commandement de Karma, entité installée depuis le passage de l'Askia Mohamed lors de son pèlerinage à La Mecque, et ses autres frères et cousins créèrent les principautés de Namaro, Gothèye, Dargol, Téra, Kokorou, repoussant tantôt les Peuls, tantôt les Gourmantchés.
Le rassemblement des troupes ayant été impossible, c'est la fin de l'Empire qui a brillé pour son immensité et le courage de ses chefs, malgré les multiples en incessants conflits internes de succession.
Ces principautés ne retrouvent leur union, circonstancielle, qu'en mars 1906, lors de la bataille anticoloniale (que d'aucuns qualifient de révolte ou de résistance anticoloniale) de Karma-Boubon dirigé par Oumarou Kambessikonou dit Morou Karma, un descendant de l'Askia Daoud, frère de Mohamed V Gao.